# イルジ・ルージェク

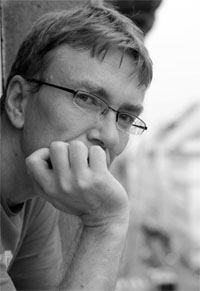
イルジ・ルージェク

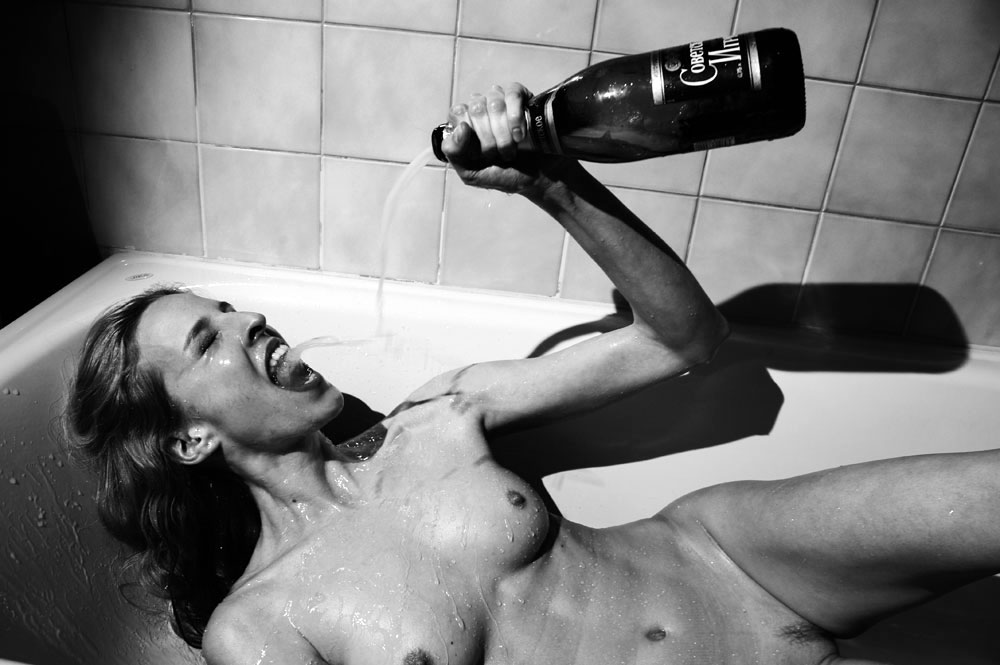
イルジ・ルージェク - ソ連のスパークリング

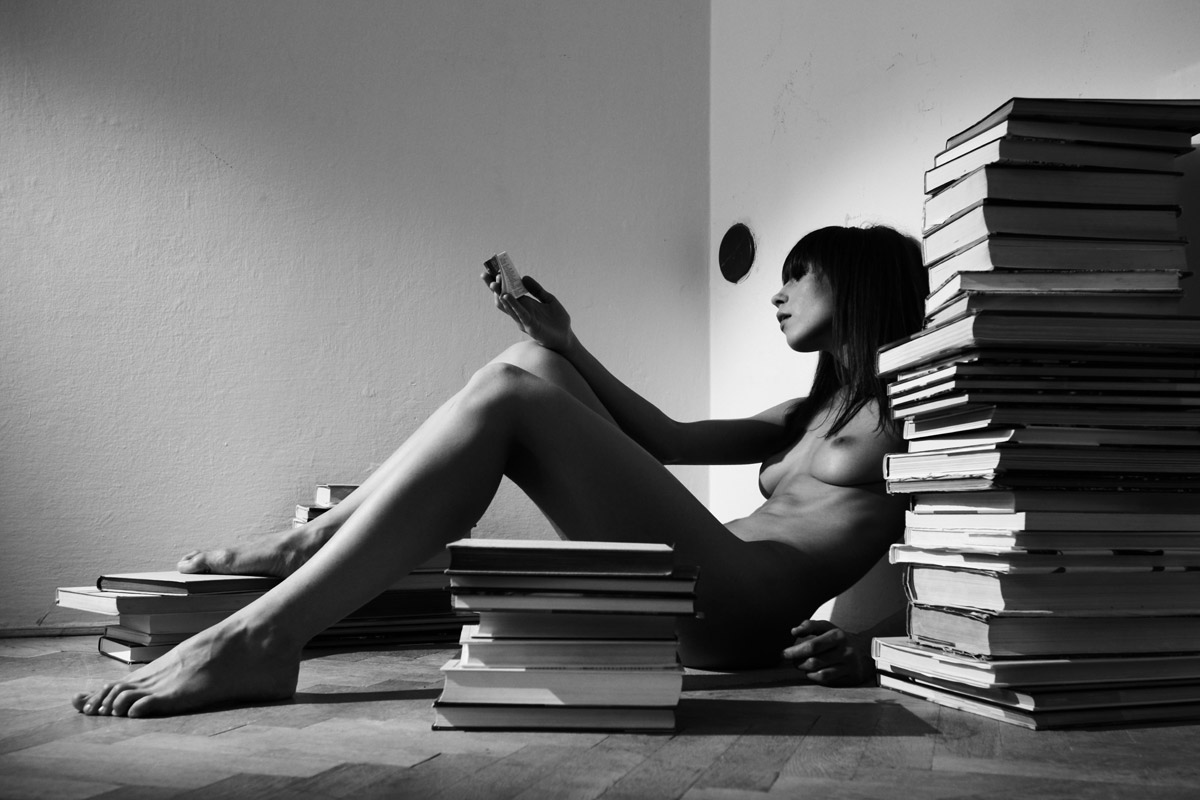
イルジ・ルージェク - 本の虫

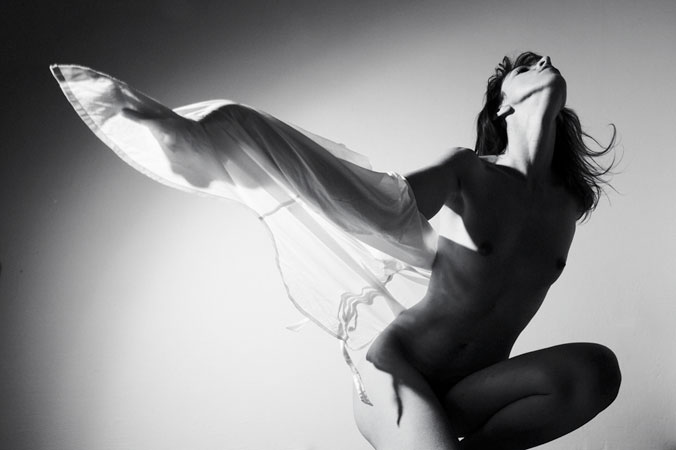
イルジ・ルージェク - イシス

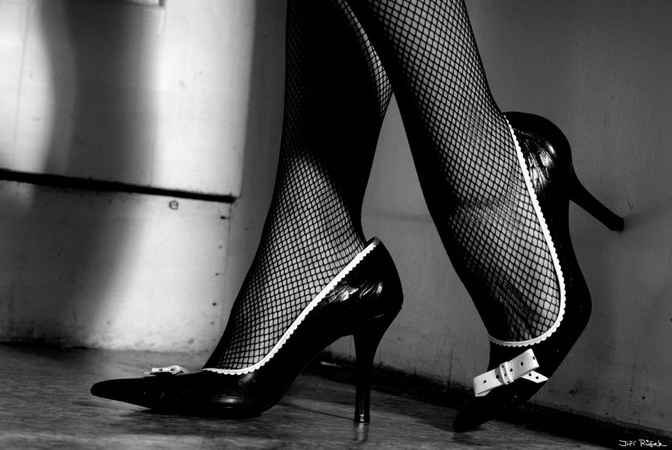
イルジ・ルージェク - ネットワーク

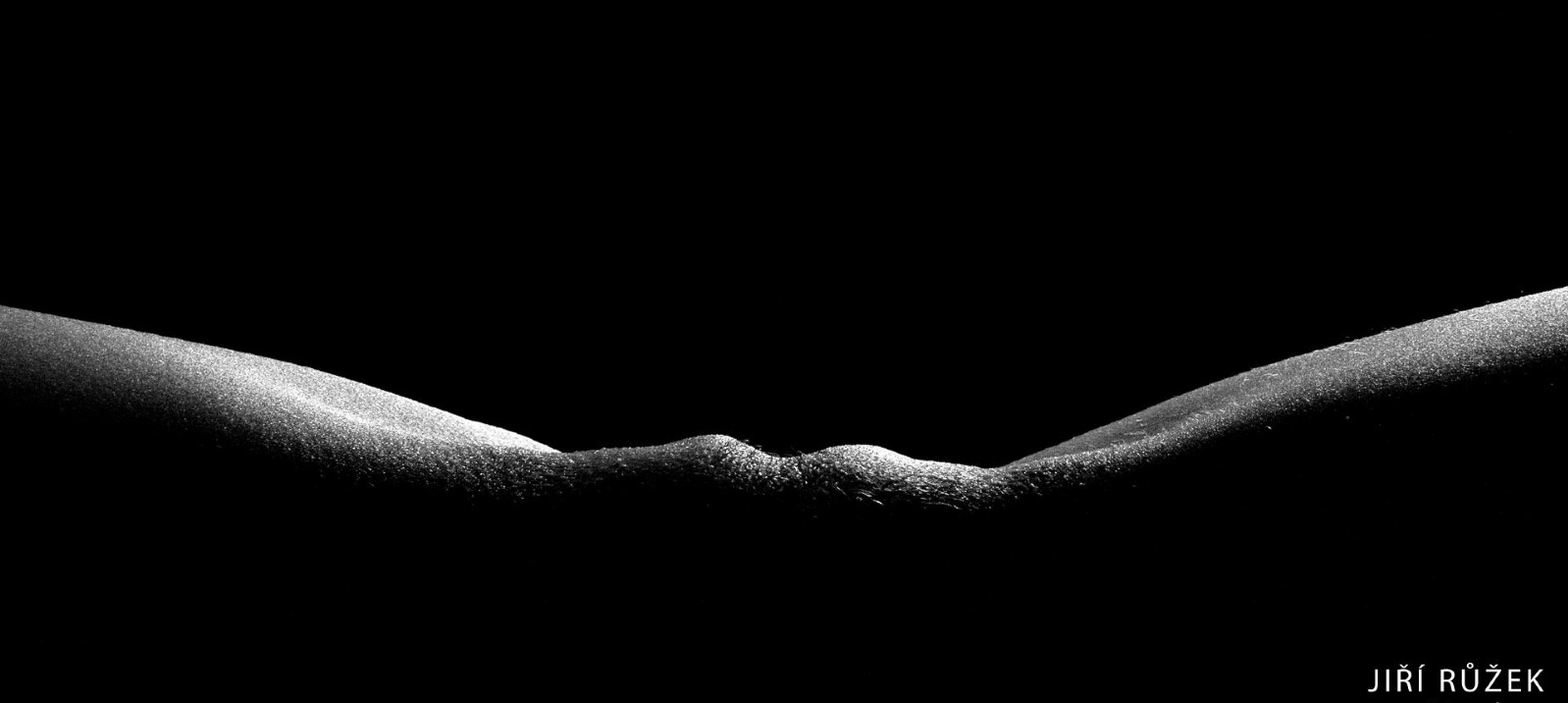
イルジ・ルージェク - チェコ中央山脈

イルジ・ルージェク（イジー・ルージェク、Jiří Růžek、Jiri Ruzek、1967年8月29日 - ）は、チェコのアートフォトグラファ。プラハを拠点に活動している。

## 経歴
チェコの首都プラハの北西約64kmにあるウースチー州 (Ústecký kraj) の自治体、リトムニェジツェ (Litoměřice) で生まれ、7歳までそこで育った。
7歳の時、家族と共にリトムニェジツェから少し離れたところにあるリボコバニィ村 (Libochovany) へと移り住み、22歳まで同地で暮らした。
1981年から1985年にかけ、リトムニェジツェのギムナジウムで学んだ。ロックやフォーク、ジャズなど様々なジャンルのバンドでベースをプレイしたり歌ったりするようになったのもこの頃のこと。
1983年から1988年まで、ヤロスラフ・イェジェク音楽院 (Konzervatoř Jaroslava Ježka) で作詞とシナリオ・ライティングを学んだ。
1989年11月にチェコスロバキアで起きたビロード革命 (Sametová revoluce, Velvet Revolution) 当時、ルージェクはチェコスロバキア軍で働いていたという。
1995年、28歳の時、the Please Don't Care band というバンドのCDのために写真を撮影。多分これがフォトグラファとした活動をするきっかけになった出来事だと思われる。
バンド活動は2005年に止めている。
2004年から2005年にかけ、クロアチアのアーティスト Tea Hatadi の Body Painting シリーズの制作過程とその作品を撮影。
2004年、プラハに移り、現在は建築家でフォトグラファのルドゥミラ・フォブロヴァ (Ludmila Foblová) と共に暮らしている。

## 著作
- TRANSIT トランジット NO.7 ファンタジ (2009, Euphoria Factory, 日本) ISBN 978-4-06-379405-2
- Nude Photography (2010, Loft Publications, スペイン/Frechmann GmbH., ドイツ) ISBN 978-84-92731-00-8
- Dame tus ojos (2011, ランダムハウス, スペイン) ISBN 978-84-253-4574-6
- Fetish Fantasies (2011, Feierabend Unique Books, ドイツ) ISBN 978-3-939998-77-8
- Pussy Mania (2011, Edition Skylight, スイス) ISBN 978-3-03766-622-7
- Nude Closeup (2011, Publishers Graphics, アメリカ合衆国) ISBN 978-0-9847499-0-4